# Slatina, Andrijevica
Slatina este un oraș din comuna Andrijevica, Muntenegru. Conform datelor de la recensământul din 2003, orașul are 405 locuitori.

## Demografie
În orașul Slatina locuiesc 309 persoane adulte, iar vârsta medie a populației este de 34,9 de ani (36,1 la bărbați și 33,5 la femei). În localitate sunt 107 de gospodării, iar numărul mediu de membri în gospodărie este de 3,79.
Această localitate este populată majoritar de sârbi (conform recensământului din 2003).
|  |

| Demografie | Demografie | Demografie |
| An         | Locuitori  | Locuitori  |
| ---------- | ---------- | ---------- |
|            |            |            |
|            |            |            |
|            |            |            |
|            |            |            |
| 1948       | 396        |            |
| 1953       | 447        |            |
| 1961       | 418        |            |
| 1971       | 407        |            |
| 1981       | 392        |            |
| 1991       | 405        | 405        |
| 2003       | 419        | 405        |

| \| Componența etnică conform recensământului din 2003[2] \| Componența etnică conform recensământului din 2003[2] \| Componența etnică conform recensământului din 2003[2] \| Componența etnică conform recensământului din 2003[2] \| Componența etnică conform recensământului din 2003[2] \| \| ----------------------------------------------------- \| ----------------------------------------------------- \| ----------------------------------------------------- \| ----------------------------------------------------- \| ----------------------------------------------------- \| \| \| \| \| \| \| \| Sârbi \| Sârbi \| \| 339 \| 83,7% \| \| Muntenegreni \| Muntenegreni \| \| 54 \| 13,33% \| \| Croați \| Croați \| \| 1 \| 0,24% \| \| Sloveni \| Sloveni \| \| 1 \| 0,24% \| \| Macedoneni \| Macedoneni \| \| 1 \| 0,24% \| \| Iugoslavi \| Iugoslavi \| \| 1 \| 0,24% \| \| necunoscută \| necunoscută \| \| 2 \| 0,49% \| |              |  |     |        |
| Componența etnică conform recensământului din 2003 |              |  |     |        |
| |              |  |     |        |
| Sârbi | Sârbi        |  | 339 | 83,7%  |
| Muntenegreni | Muntenegreni |  | 54  | 13,33% |
| Croați | Croați       |  | 1   | 0,24%  |
| Sloveni | Sloveni      |  | 1   | 0,24%  |
| Macedoneni | Macedoneni   |  | 1   | 0,24%  |
| Iugoslavi | Iugoslavi    |  | 1   | 0,24%  |
| necunoscută | necunoscută  |  | 2   | 0,49%  |